# Персонализација
Персонализација је процес развоја јединке у особену, непоновљиву и самосвесну личност, различиту од свих других. Процес персонализације омогућава људском бићу да постане високо индивидуализовани субјект, који има изграђен богат унутрашњи свет. Јунг свој концепт персонализације назива индивидуацијом, а Маслов самоактуализацијом. Насупрот персонализације одвија се процес акултурације, јединка која одраста постаје слична свим другим члановима датог друштва. У компјутерском речнику, промена корисничког окружења (језика, изгледа и сл.) програма или читавог оперативног система, према потребама корисника.

## Улога клијената

### Масовна персонализација
Масовна персонализација је индивидуално прилагођавање компаније укусима и преференцијама крајњих корисника. Са становишта заједничког развоја, масовно прилагођавање може се посматрати као заједнички напор клијената и произвођача, који имају различите приоритете и којима је потребно да заједно проналазе решења која најбоље одговарају индивидуалним потребама клијената и могућностима произвођача за прилагођавање. Основна разлика између масовног прилагођавања и масовне персонализације је у томе што је прилагођавање способност компаније да својим клијентима омогући стварање и одабир производа који у одређеним границама одговара њиховим личним захтевима.
На пример, веб-сајт који зна локацију и куповне навике свог корисника, нудиће понуде прилагођене његовим демографским подацима. Сваки корисник је класификован према некој одговарајућој карактеристици, као што су локација или узраст, а затим му се даје персонализација намењена тој групи. То значи да персонализација није индивидуална за тог појединог корисника, већ само указује на одређену карактеристику која га упарује са већом групом људи.

### Предиктивна персонализација
Персонализација електронске трговине је пракса прилагођавања процеса онлајн куповине потребама појединачних клијената на основу таквих података као што су историја прегледа, понашање при куповини, демографски подаци и интеракција у реалном времену. Она је истовремено предиктивна персонализација. Предиктивна персонализација се дефинише као способност предвиђања понашања, потреба или жеља клијената и веома прецизног прилагођавања понуда и порука.
Социјални подаци су један од извора за пружање предиктивне анализе, нарочито структурирани социјални подаци. Предиктивна персонализација је много новије средство персонализације и може се користити за допуну тренутних понуда персонализације. Предиктивна персонализација је постала нарочито важна у онлајн продавницама, где корисници, нарочито стални клијенти, очекују „паметне листе куповина“ — механизме који предвиђају које производе им требају, на основу клијената сличних њима и њиховог претходног куповног понашања. 